# Markranstädter Automobilfabrik

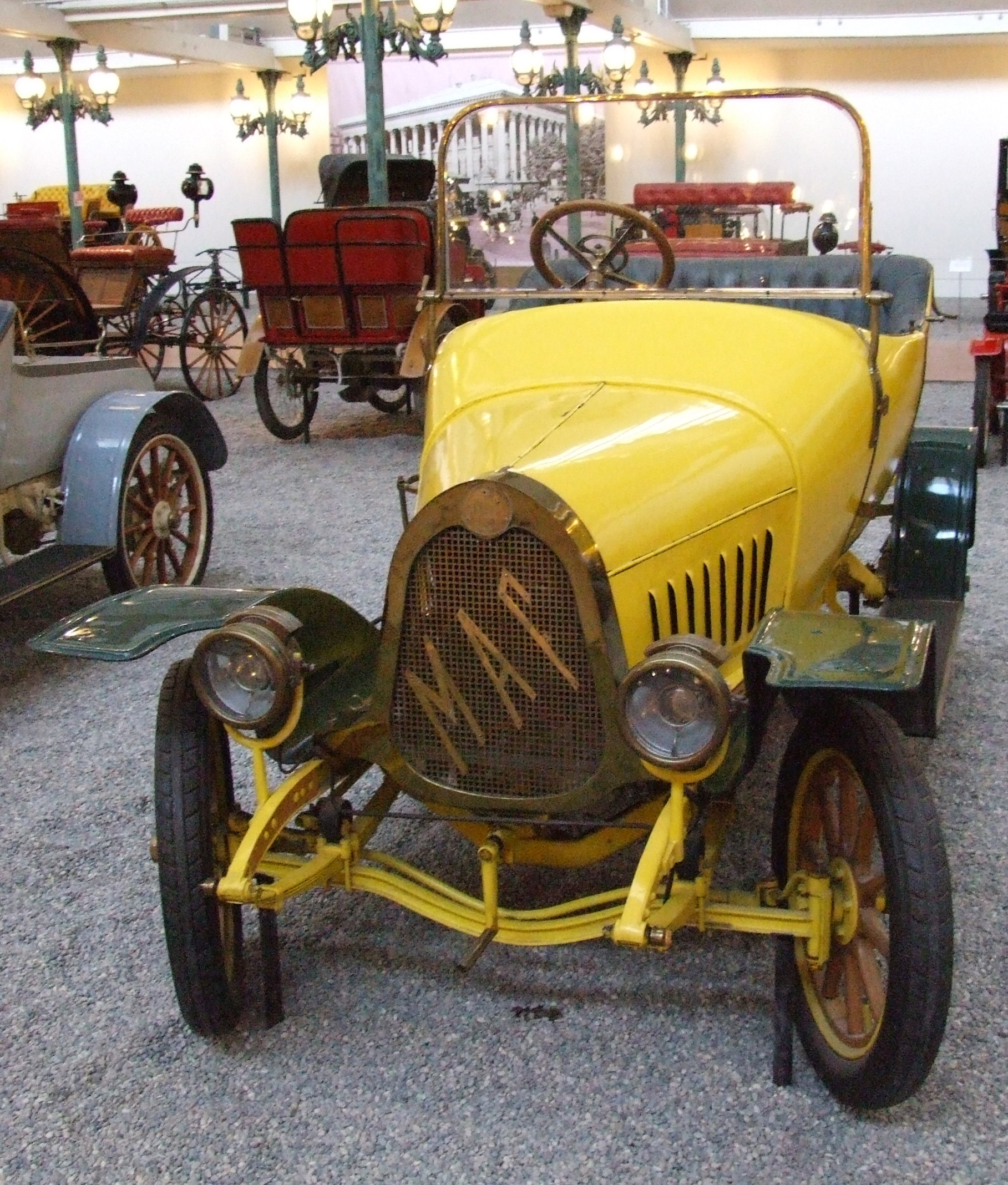
MAF, 1914

Markranstädter Automobilfabrik (MAF) är en tidigare biltillverkare från Markranstädt, Tyskland, som var verksam mellan 1908 och 1923. Endast tolv bilar finns bevarade.